# セトローク
セトローク株式会社（せとろーく、英語: Setoroke, Inc.）は大阪府大阪市中央区に本社を置く人事コンサルティング会社。

## 概要
大阪府大阪市・堺市を中心として活躍する経営コンサルティング会社である。
2000年7月に設立され人事コンサルティング・高齢者施設運営コンサルティング・給与計算業務を主としている。

## 沿革
- 2000年7月 - 有限会社セトローク　堺市で設立。
- 2011年2月 - 労働者派遣事業登録　特27-304829。
- 2011年5月 - セトローク株式会社に社名を変更。
- 2014年7月 - 大阪市中央区に本店移転。
- 2014年7月 - 堺市南区に堺営業所を設置。

## 会社所在地
本社
- 大阪市中央区本町1-1-3 本町橋西ビル4F

堺営業所
- 大阪府堺市南区原山台1-6-1

## 主な業務
- 人事コンサルティング
- 高齢者施設コンサルティング
- 給与計算業務
- 人材教育に関する研修

## 主な出版物
- 『人事のプロが教える評価を上げ給与をアップする32のキモ』（瀬戸口健治、セルバ出版）ISBN 978-4863671256